# بروليبيثيريوم
البروليبيثيريوم (الاسم العلمي: Prolibytherium)، وتعني ("وحش ليبيا العتيق"). وهو جنس منقرض من سلمية القرون التي عاشت خلال العصر الميوسيني في شمال أفريقيا وباكستان منذ 16.9 - 15.97 مليون سنة مضت. تم العثور على حفريات البروليبيثيروم في تكوين المردة في ليبيا، وتكوين فيهوا في باكستان، وتكوين مغارة في مصر.